# Gotlandia
Gotlandia (szw. Gotland [ˈɡɔtland]) – wyspa na Bałtyku należąca do Szwecji.

## Historia
W średniowieczu stanowiła centrum handlowe regionu. Jej największe miasto, Visby, od XI do XIV wieku wchodziło w skład północnoniemieckiej Hanzy. Gotlandia w 1361 została zajęta przez Duńczyków. W XIV i XV wieku była ważnym ośrodkiem bałtyckiego piractwa, na wyspie mieli swą siedzibę Bracia Witalijscy, którzy zajęli całą wyspę w roku 1394. W roku 1398 piratów przepędził Zakon krzyżacki. Zakon odsprzedał wyspę Szwecji w roku 1409. Formalnie została przyłączona do Danii dopiero na mocy traktatu podpisanego w Szczecinie (1570). W wyniku szwedzko-duńskiego pokoju w Brömsebro z 1645 znalazła się pod władaniem Szwecji.

## Geografia
Wyspa główna (pow. 2994 km², linia brzegowa 686 km) jest nizinna, z największym wzniesieniem Lojsta hed – 83 m n.p.m. Ludność zajmuje się głównie rybołówstwem i rolnictwem. Największym miastem i stolicą wyspy jest Visby. Na północ od wyspy leży niewielka wysepka Fårö (113,3 km²; linia brzegowa 97 km). Jeszcze dalej na północ znajduje się kolejna wysepka – Gotska Sandön (36,54 km²; linia brzegowa 25 km). Na wapiennym podłożu wyspy silnie rozwinęły się zjawiska krasowe. 
Geologicznie obszar wyspy jest fragmentem progu denudacyjnego, zbudowanego z wapieni koralowych i marglistych. 
Szatę roślinną Gotlandii tworzą lasy iglaste i łąki, na których prowadzi się wypas bydła. Miejscami, na wapieniach marglistych, wytworzyły się gleby lepsze jakościowo, które wykorzystuje się rolniczo. Do najważniejszych roślin uprawianych na wyspie należą: owies, żyto, jęczmień, ziemniaki. Ważną gałęzią gospodarki jest tradycyjnie rybołówstwo. Rozwinął się przemysł cementowy, bazujący na miejscowych zasobach mineralnych, i przetwórstwa spożywczego, wykorzystujący produkty rolnictwa gotlandzkiego.
Najdłuższymi rzekami wyspy są Gothemsån i Snoderån.

### Jeziora
Na wyspie znajduje się 9 jezior:
- Bästeträsk (pow. 6,52 km²; lustro wody 6,1 m n.p.m.; głęb. maks. 6,0 m; linia brzegowa 14,8 km)
- Tingstädeträsk (pow. 4,68 km²; lustro wody 44,8 m n.p.m.; głęb. maks. 1,7 m; objętość 3,24 mln m³)
- Fardumeträsk (pow. 3,4 km²; lustro wody 6,2 m n.p.m.; głęb. maks. 2,0 m; linia brzegowa 10,2 km; zlewisko 28,9 km²)
- Bogeviken (pow. 2,0 km²; lustro wody <1,0 m n.p.m.; głęb. maks. 1,0 m; zlewisko 15,0 km²)
- Hau träsk (pow. 0,923 km²; lustro wody 3,0 m n.p.m.; linia brzegowa 3,87 km)
- Mjölhatteträsk (pow. 0,687 km²; lustro wody 2,9 m n.p.m.; linia brzegowa 3,46 km)
- Horsan (pow. 0,555 km²; lustro wody 4,0 m n.p.m.; linia brzegowa 3,94 km)
- Paviken (pow. 0,272 km²; lustro wody 0,0 m n.p.m.; głęb. maks. 1,0 m; linia brzegowa 2,63 km)
- Lojstasjöarna (głęb. maks. >10 m)